# 1/5 guldena gdańskiego 1808
1/5 guldena gdańskiego 1808 – próbna moneta o wartości 6 groszy (szóstak) bita dla Wolnego Miasta Gdańska okresu epoki napoleońskiej z umieszczoną datą 1808.
Istnieje także próbny szóstak gdański 1809 (1/5 guldena) o lekko zmienionych wzorach awersu i rewersu.

## Awers
Na tej stronie umieszczono pod koroną tarczę z herbem Gdańska podtrzymywaną przez dwa lwy odwrócone w stronę rantu, na dole data – 1808.

## Rewers
W dużym wieńcu palmowym skrzyżowanym u dołu napis:

5
EINEN
DANZIGER
GULDEN

## Opis
Moneta była bita w srebrze, na krążku o średnicy 23 mm i masie 2,56 grama, z rantem gładkim.
Stopień rzadkości to R8 (2–3 sztuk).